# 飾磨車庫

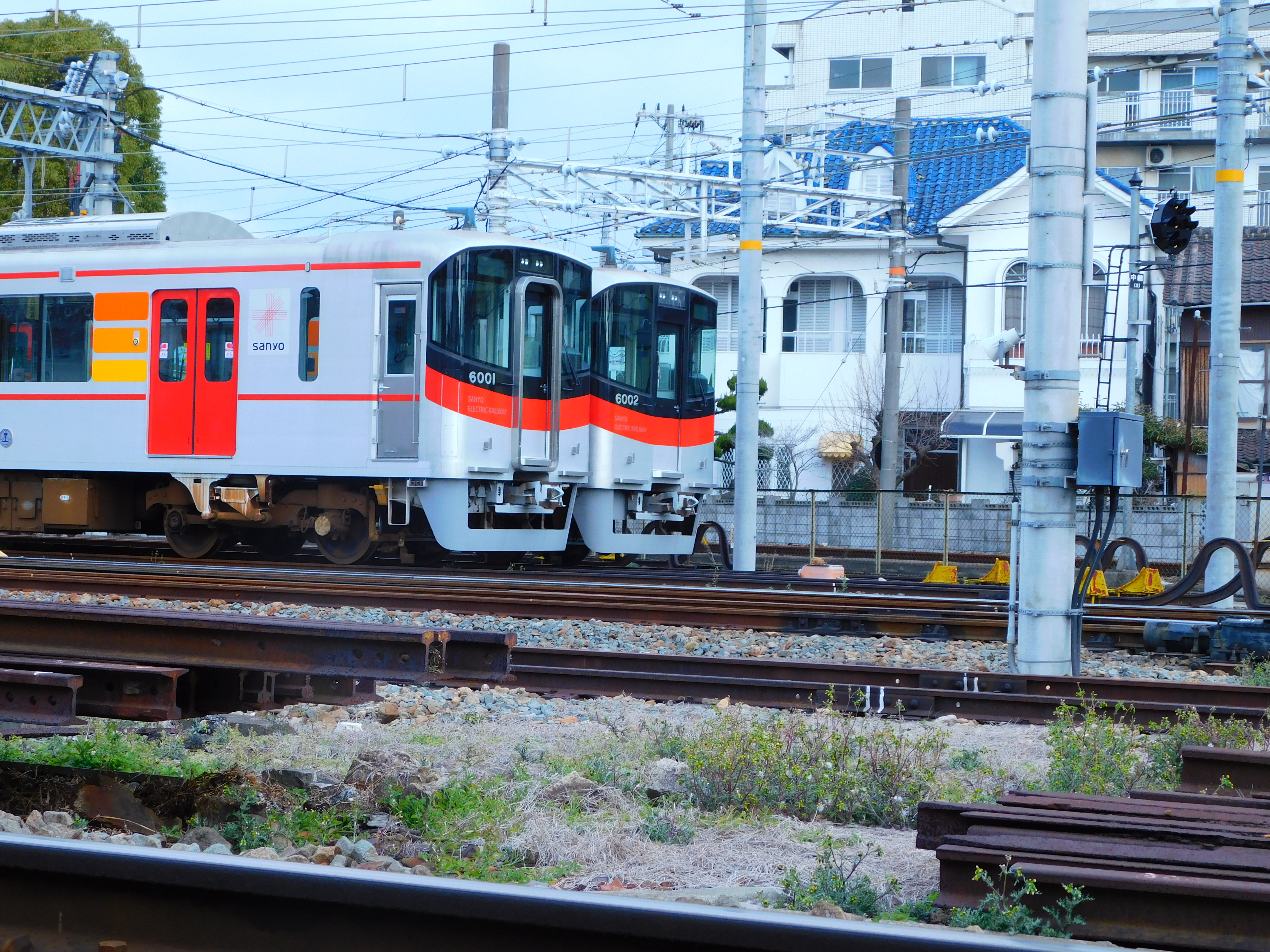
飾磨車庫で留置中の6001編成と6002編成。

飾磨車庫（しかましゃこ）は、兵庫県姫路市飾磨区恵美酒にある山陽電気鉄道の車両基地である。飾磨駅西側の網干線北側に並行して敷地がある。

## 概要
当車庫は本線や網干線で主に普通車として運用される3・4両編成の車両や、本線や阪神本線で直通特急などとして運用される6両編成の車両の留置に使用される。